# كيروين فارغاس
كيروين فارغاس (بالإسبانية: Kerwin Vargas) هو لاعب كرة قدم كولومبي في مركز الهجوم، ولد في 2 يناير 2002 في كونكورديا في كولومبيا.

## وصلات خارجية
- كيروين فارغاس على موقع الدوري الأمريكي (الإنجليزية)
- كيروين فارغاس على موقع قاعدة بيانات كرة القدم.إي يو (الإنجليزية)
- كيروين فارغاس على موقع Soccerway.com (الإنجليزية)